# Diacheopsis
Diacheopsis ist eine Gattung von Schleimpilzen aus der Familie der Stemonitidae. Die Gattung umfasst siebzehn Arten und ist auf der Nordhalbkugel verbreitet.

## Merkmale
Das Plasmodium ist grau oder orange, bei den meisten Arten aber nicht bekannt. Die Fruchtkörper sind mehr oder weniger eng zusammenstehende, meist ungestielte, selten kurz gestielte Sporokarpe oder Plasmodiokarpe, die in der Regel polsterförmig, seltener kugelförmig bis annähernd zylindrisch sind. Das irisierende oder glänzende Peridium ist meist dauerhaft. Eine Columella fehlt oder ist stark reduziert.
Das strahlenartig verzweigte oder netzartige, lockere bis dichte Capillitium wächst vom Ansatz der Fruktifikation aus. Die Sporen sind in der Masse dunkelbraun bis fast schwarz und warzig, stachelig oder netzförmig skulpturiert.

## Verbreitung
Die Gattung ist aus Europa von Spanien über Mitteleuropa bis zur Halbinsel Kola, in Asien (Indien, Japan) und Nordamerika (USA, Kanada) sowie einem Einzelfund aus Neuseeland bekannt. Eine Art (Diacheopsis metallica) gilt als möglicherweise auch im deutschsprachigen Raum heimisch. Einige Arten der Gattung sind nivicol, fruktifizieren also erst nach einer längerfristig geschlossenen Schneedecke. Die möglichen Habitate sind vielfältig und reichen von Moosen über Totholz, Rinde, lebende Pflanzen und weitere.

## Systematik und Forschungsgeschichte
Die Gattung wurde 1930 von Charles Meylan erstbeschrieben, Typusart ist die gleichzeitig von ihm erstbeschriebene Diacheopsis metallica. Die Gattung gilt als schwierig abzugrenzen gegen die Gattungen Lamproderma und Colloderma und umfasst siebzehn Arten:
- Diacheopsis metallica
- Diacheopsis depressa
- Diacheopsis effusa
- Diacheopsis insessa
- Diacheopsis kowalskii
- Diacheopsis minuta
- Diacheopsis mitchellii
- Diacheopsis laxifilum
- Diacheopsis nannengae
- Diacheopsis pauxilla
- Diacheopsis pieninica
- Diacheopsis reticulospora
- Diacheopsis rigidifila
- Diacheopsis serpula
- Diacheopsis spinosifila
- Diacheopsis synspora
- Diacheopsis vermicularis

## Nachweise
1. 1 2 3 4  Hermann Neubert, Wolfgang Nowotny, Karlheinz Baumann, Heidi Marx: Die Myxomyceten Deutschlands und des angrenzenden Alpenraumes unter besonderer Berücksichtigung Österreichs. Band 3: Stemonitales. Karlheinz Baumann Verlag, Gomaringen 2000, ISBN 3-929822-02-4, S. 81–89.